# Vojašnica Franca Rozmana - Staneta
Vojašnica Franca Rozmana - Staneta (prej Vojašnica Celje) je vojašnica Slovenske vojske v Celju.
Maja 2013 je obrambni minister Roman Jakič preimenoval Vojašnico Celje v Vojašnico Franca Rozmana - Staneta. Do junija 2012 je ime po partizanskem komandantu Francu Rozmanu - Stanetu nosila vojašnica v ljubljanskih Mostah. 
Pred drugo svetovno vojno, je v njej deloval Jugoslovanski štabni častnik (kasneje polkovnik) Dragoljub »Draža« Mihailović. 

## Enote
Trenutno
- 38. vojaškoteritorialno poveljstvo Kranj